# Macedonia (Iowa)
Macedonia es una ciudad ubicada en el condado de Pottawattamie en el estado estadounidense de Iowa. En el Censo de 2010 tenía una población de 246 habitantes y una densidad poblacional de 288,7 personas por km².

## Geografía
Macedonia se encuentra ubicada en las coordenadas 41°11′31″N 95°25′36″O / 41.19194, -95.42667. Según la Oficina del Censo de los Estados Unidos, Macedonia tiene una superficie total de 0.85 km², de la cual 0.85 km² corresponden a tierra firme y (0%) 0 km² es agua.

## Demografía
Según el censo de 2010, había 246 personas residiendo en Macedonia. La densidad de población era de 288,7 hab./km². De los 246 habitantes, Macedonia estaba compuesto por el 97.56% blancos, el 0% eran afroamericanos, el 0% eran amerindios, el 0.81% eran asiáticos, el 0% eran isleños del Pacífico, el 0% eran de otras razas y el 1.63% pertenecían a dos o más razas. Del total de la población el 0.41% eran hispanos o latinos de cualquier raza.